# Little by Little (utwór muzyczny)
Little by Little – singiel litewskiego zespołu muzycznego Laura & The Lovers napisany przez szwedzkich producentów – Bobby’ego Ljunggrena i Williama „Billy’ego” Butta i promujący debiutancką płytę studyjną grupy zatytułowaną Tarp krintančių lapų z 2005 roku.
W styczniu 2005 roku utwór został ogłoszony jednym z 49 propozycji zakwalifikowanych do stawki konkursowej krajowych eliminacji eurowizyjnych wybranych spośród 54 nadesłanych kandydatur. W połowie miesiąca zespół zaprezentował numer w drugim półfinale selekcji i pierwszego miejsca awansował do finału, który ostatecznie wygrał po zdobyciu największej liczby 5 465 głosów telewidzów, dzięki czemu został wybrany na propozycję reprezentującą Litwę w 50. Konkursie Piosenki Eurowizji organizowanym w Kijowie.
19 maja zespół zaprezentował utwór jako drugi w kolejności w półfinale widowiska i zajął z nim ostatecznie ostatnie, 25. miejsce z 17 punktami na koncie, przez co nie zakwalifikował się do finału.

## Lista utworów
CD single
1. „Little by Little” (Radio Edit) – 3:24
2. „Little by Little” (Original Edit) – 3:02
3. „Little by Little” (SoundFactory Radio Edit) – 3:45
4. „Little by Little” (SoundFactory Club Anthem) – 8:41
5. „Little by Little” (SoundFactory Connection Dub) – 8:39

## Personel
Spis sporządzono na podstawie materiału źródłowego.
- Laura Čepukaitė – wokal
- Audrius Piragis, Tobbe Petersson – gitara
- Donatas Paulauskas – gitara basowa
- Martynas Lukoševičius – perkusja
- Emil Hellman – instrumenty klawiszowe
- Sonja Aldén – wokal wspierający
- Bo Reimer – inżynier dźwięku
- Danielius Mironas – producent wykonawczy
- William „Billy” Butt – producent wykonawczy, autor tekstu
- Bobby Ljunggren – producent, kompozytor, programowanie, wokal wspierający